# Nemegtomaia
Nemegtomaia — рід динозаврів овірапторідів із території сучасної Монголії, який жив у пізній крейдяний період, близько 70 мільйонів років тому. Перший зразок був знайдений у 1996 році й став основою нового роду та виду N. barsboldi у 2004 році. Початкова назва роду була Nemegtia, але у 2005 році її було змінено на Nemegtomaia, оскільки попередня назва була зайнята. Перша частина загальної назви стосується до басейну Немегт, де була знайдена тварина, а друга частина означає «хороша мати», посилаючись на те, що овірапториди, як відомо, висиджували свої яйця. Видова назва на честь палеонтолога Рінчена Барсболда. Ще два екземпляри були знайдені у 2007 році, один з яких був знайдений на вершині гнізда з яйцями, але динозавр отримав назву свого роду до того, як було виявлено, що він пов'язаний з яйцями.
За оцінками, Nemegtomaia мала довжину близько 2 м і важила 40 кг. Як овірапторозавр, він був би оперений. Він мав глибокий, вузький і короткий череп із дугоподібним гребенем. Він був беззубим, мав коротку морду з дзьобом, схожим на папугу. Тварина мала три пальці; перший був найбільшим і мав сильний кіготь. Nemegtomaia класифікується як член підродини овірапторидів Heyuanninae і є єдиним відомим представником цієї групи з черепним гребенем.

## Галерея

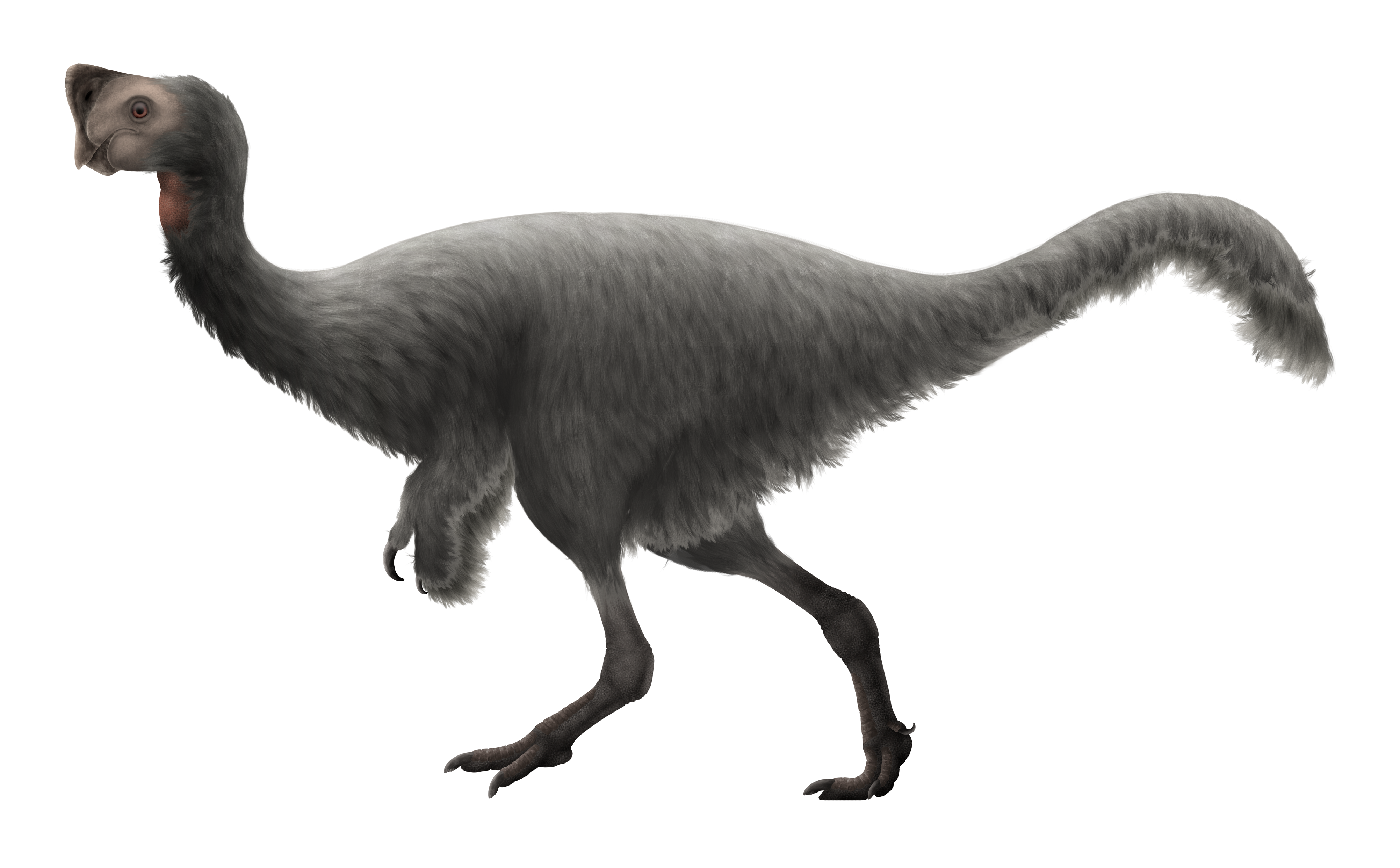
Реконструкція
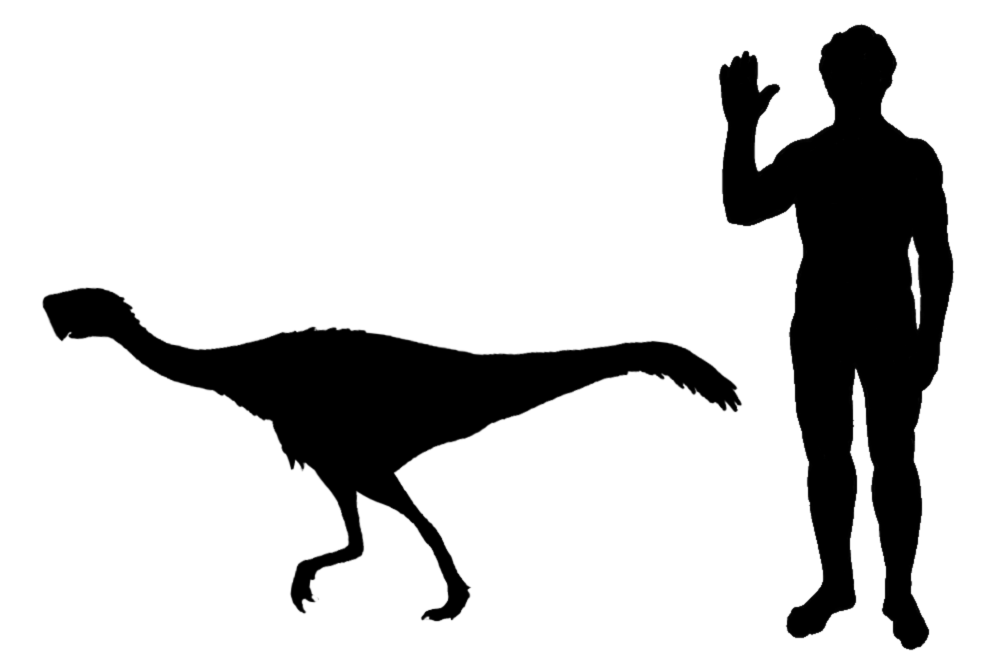
Розмір